# Kelso (Missouri)
Kelso – wieś w Stanach Zjednoczonych, w stanie Missouri, w hrabstwie Scott.